# Junkers Ju 188
Le Junker Ju 188 Rächer (en français : « Vengeur ») était un avion allemand de la Seconde Guerre mondiale. Il pouvait être utilisé comme bombardier (A,E,G,K), bombardier-torpilleur (A,E), chasseur de haute altitude (T), chasseur de haute altitude à longue portée (S), appareil de reconnaissance (D,F,H,L), chasseur lourd (J) ou avion de liaison (U).
Après la guerre, l'armée de l'air française utilisa neuf Junkers 188 dotés du même moteur que les avions amphibies Nord Aviation N.1402 Noroit pour des tests de moteurs à pistons, de moteurs à réaction et d'armes guidées.

## Conception
Le Junkers Ju 188 est un bimoteur à ailes médianes et à train d'atterrissage à rétraction latérale, nécessitant un équipage de trois aviateurs. Avec deux moteurs à 12 cylindres en V Jumo 213A (séries A et D), ou alternativement deux moteurs en étoile 14 cylindres BMW 801 G-2 (séries E et F), c'était une nette amélioration du bombardier Junkers Ju 88. Son vol inaugural eut lieu en 1941.
Pour la production de série, on modifia néanmoins son cockpit, le fuselage et la voilure de façon à pouvoir aménager un « poste de combat » (Kampfkopf) à l'avant du fuselage, où les trois membres d'équipage seraient groupés. Le rendement des moteurs et l'aérodynamique de l'appareil ont dans l'ensemble été améliorés.